# Шавля (блюдо)
Шавля́ (тадж. шавлӣ. узб. shavla) — таджикское и узбекское национальное блюдо, напоминающее плов.
Считается самым распространённым блюдом после плова. Существует мнение, что шавля — это неудачно приготовленный плов, который напоминает кашу. Однако в узбекской кухне шавля — это древнее самостоятельное блюдо.
Продукты для приготовления шавли почти такие же, как и для плова, но отличаются пропорциями. Например, лука используется больше, как и воды для зирвака (1 литр на 1 кг риса). Мяса (баранина, говядина, курица) меньше, а жиров больше. Также допускается использование помидор и даже картошки. Специи — зира, кориандр, барбарис, чёрный и красный острый перец, паприка.
Шавля более проста в приготовлении, менее требовательна к качеству риса, чем плов. Готовый рис в шавле не такой рассыпчатый, он больше напоминает кашу и должен быть покрыт соусом.
Часто подаётся в торжественных случаях, в том числе на свадьбу, с мелко нарезанными овощами: луком, редькой, помидорами и т. п.
Существуют разновидности шавли, которые готовят не с рисом, а с фасолью, кукурузой.